# Brumăriță cu spate maro
Brumărița cu spate maro (Prunella immaculata) este o pasăre cântătoare mică din ordinul paseriformelor, familia Prunellidae. Se găsește în Bhutan, China, India, Myanmar și Nepal.

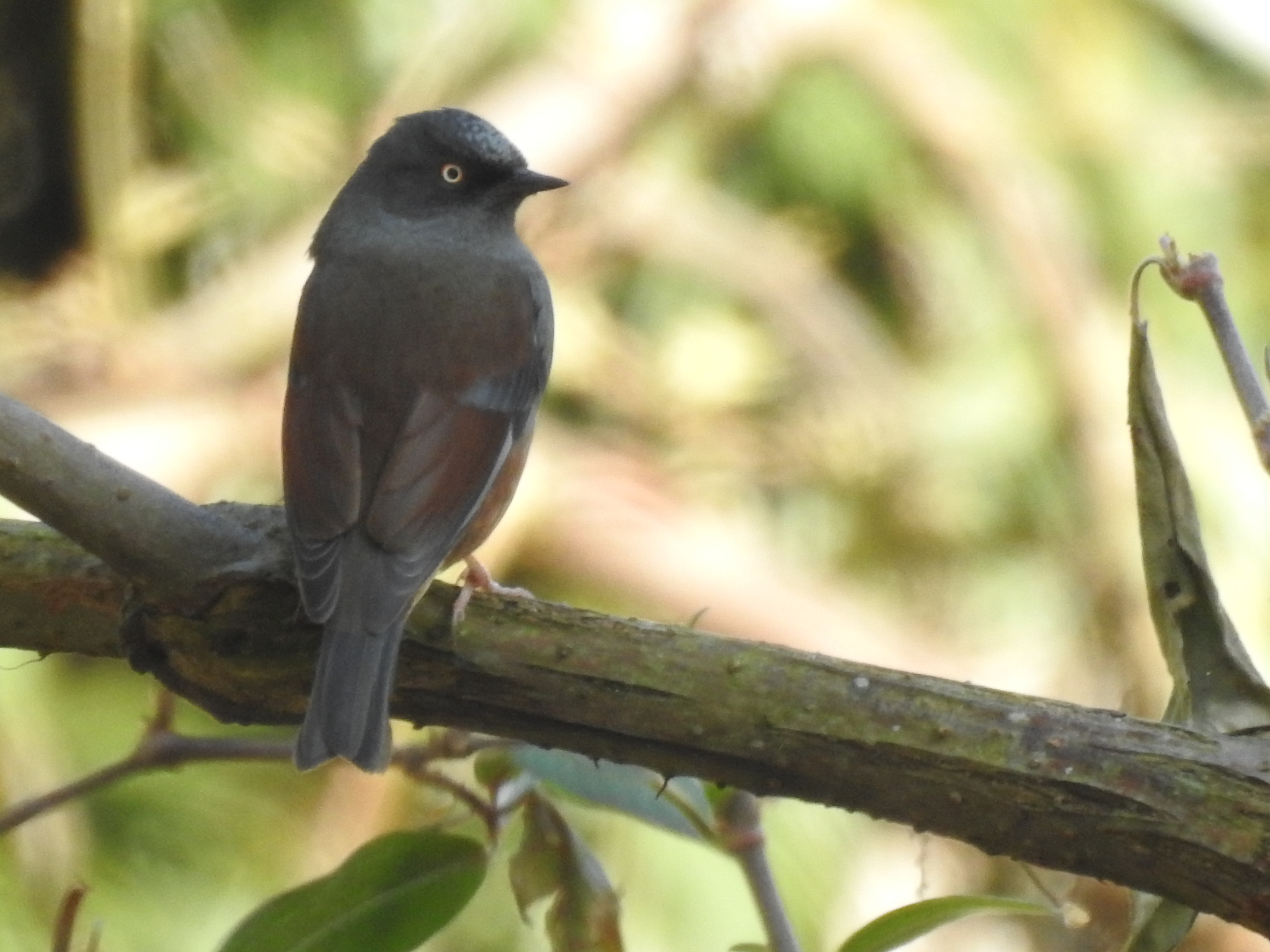
Prunella immaculata

Habitatul său natural este pădurea temperată.